# 표충사 (청주시)
청주 표충사(淸州 表忠祠)는 충청북도 청주시 상당구 수동에 있는 사당이다. 1977년 12월 6일 충청북도의 기념물 제17호로 지정되었다.
1731년 충민공 이봉상(忠愍公 李鳳祥, 1676~1728)을 비롯한 남연년(南延年, 1653~1728), 홍림(洪霖, 1685~1728)을 모시기 위해 지어졌고, 삼충사(三忠祠)로 불리다가 1736년 표충사라는 사액을 받았다.

## 개요
조선 중기 때 문신인 이봉상(1676∼1728)·남연년·홍림의 위패를 모시고 있는 사당이다.
영조 4년(1728) 이인좌가 반란을 일으키고 청주로 침입하자 당시 충청도 병마절도사로 있던 이봉상을 비롯하여 남연년, 홍림 등이 끝까지 싸우다가 순절하였다. 그들이 죽은 뒤 충절을 높이 여겨 이봉상에게는 충민공(忠民公), 남연년에게는 충장공(忠壯公)이란 시호를 내리고 홍림에게는 호조참판을 증시하였다.
영조 7년(1731) 청주읍성 북문 안에 그들의 사당을 세웠다가 1939년 지금 있는 자리로 옮겨 지었는데, 삼충사(三忠祠)라고도 부른다.

## 참고 문헌
- 청주 표충사 - 국가유산청 국가유산포털

## 같이 보기
- 이봉상 (무신)
- 남연년
- 홍림